# Avram Iancu (gmina w okręgu Bihor)
Avram Iancu – gmina w Rumunii, w okręgu Bihor. Obejmuje miejscowości Avram Iancu, Ant i Tămașda. W 2011 roku liczyła 3316 mieszkańców.